# ماساكي فوجيتا
ماساكي فوجيتا (بالكانا:ふじた まさあき) هو لاعب كرة قدم وسياسي ياباني، ولد في 3 يناير 1922 في اليابان، وتوفي في 27 مايو 1996. حزبياً، نشط في الحزب الليبرالي الديمقراطي الياباني. انتخب رئيس مجلس المستشارين ‏ (22 يوليو 1986 – 30 سبتمبر 1988).